# Liste des radios en Martinique
Pour un article plus général, voir Liste des stations de radio en France.
Cet article dresse la liste des radios en Martinique, la Martinique étant une île située dans l'arc des petites Antilles, dans la mer des Caraïbes, entre la Dominique au nord, et Sainte-Lucie au sud, à environ 450 km au nord-est des côtes du Venezuela, et environ 700 km au sud-est de la République dominicaine. La Martinique est à la fois une région d'outre-mer, un département d'outre-mer et un département français d'Amérique (DFA). Elle fait partie des Antilles françaises.

## Liste alphabétique
- Alizés FM (La Trinité)
- Atlantique FM (Le Lorrain)
- Campus FM Martinique (Schœlcher)
- Chérie FM Martinique (Fort-de-France)
- Ekla FM (Fort-de-France)
- FM Plus Martinique (Fort-de-France)
- Martinique 1re (Fort-de-France) :  depuis 2010 ; Radio Martinique de 1937 à 1945, R.D.F. Radio Martinique de 1945 à 1949, R.T.F. Radio Martinique de 1949 à 1964, O.R.T.F. Radio-Martinique de 1964 à 1975, FR3 Martinique de 1975 à 1982, RFO Martinique de 1982 à 1999, Radio Martinique de 1999 à 2010
- Maxxi FM (Le Lamentin)
- Média FM (La Trinité)
- Nostalgie Martinique
- NRJ Martinique (Fort-de-France)
- Pelée FM (Morne-Rouge)
- Radio 22 (Basse-Pointe)
- Radio 105 Canal Antilles (Fort-de-France)
- Radio Actif Martinique (Le Marin)
- Radio APAL (Asé Pléré Annou Lité) (Fort-de-France) : depuis 1981
- Radio Banlieue Relax (RBR) (Fort-de-France)
- Radio Caraïbes international (RCI) (Fort-de-France) : depuis 1974 ; Radio Caribbean International de 1963 à 1974
- Radio Espérance (Fort-de-France)
- Radio Espoir (Basse-Pointe)
- Radio Evangile Martinique (Fort-de-France) : depuis 1983
- Radio Fréquence Atlantique (RFA) (Lamentin)
- Radio Fréquence Caraïbes (Le Carbet)
- FUSION (Fort-de-France)
- Radio Imagine (Saint-Esprit)
- Radio Inter Tropicale (Gros-Morne)
- Radio Lévé Doubout Matinik (RLDM) (Rivière-Pilote)
- MIXX FM (riviere salée)
- Radio Merci Seigneur (Fort-de-France)
- Radio Sainte-Marie (Sainte Marie)
- Radio Saint-Louis (Fort-de-France) : depuis 1982
- Radio Solidarité Rurale - La Voix des Mornes (Morne-Rouge)
- Radio Sud-Est Martinique (Le François)
- Radio Ti Manmay (RTM) (Rivière-Pilote)
- Super Radio (Sainte-Anne)
- Trace.FM (Le Lamentin)